# Hermanowa Wola
Hermanowa Wola (niem. Hermanawolla, od 1929 Hermannshorst) – osada w Polsce położona w województwie warmińsko-mazurskim, w powiecie giżyckim, w gminie Ryn.
Do 1954 w granicach miasta Ryn.
W latach 1975–1998 miejscowość należała administracyjnie do województwa suwalskiego.